# ماريسا ريان
ماريسا ريان (بالإنجليزية: Marisa Ryan)‏ هي ممثلة أمريكية، ولدت في 20 نوفمبر 1974 بمانهاتن في الولايات المتحدة. بدأت مشوارها المهني سنة 1983.

## وصلات خارجية
- ماريسا ريان على موقع IMDb (الإنجليزية)
- ماريسا ريان على موقع قاعدة بيانات الفيلم (الإنجليزية)